# Charles Auguste Lioult de Chênedollé
Pour les articles homonymes, voir Lioult de Chênedollé.
Charles Auguste de Chênedollé, né le 26 novembre 1797 à Hambourg, et mort le 11 février 1862 à Bruxelles, est un bibliophile érudit, bibliographe et écrivain belge.

## Biographie
Il était le fils de Charles-Julien Lioult de Chênedollé, qui avait épousé le 30 juin 1790 la Liégeoise Victoire Bourguignon, fille d'un imprimeur de la Cité Ardente, qu'il abandonna en 1797, avant la naissance de son fils.
Chênedollé fut membre de la Société de littérature de Bruxelles.
« Vieillard aimable, érudit et distrait », délaissant une bibliothèque de 22 000 volumes, il dirigea le Bulletin du bibliophile belge, qui avait été fondé par le baron Frédéric de Reiffenberg.

## Publications
- Joseph-Louis-Charles-August Lioult de Chênedollé, avec Emile Nève et Hippolyte-Romain Duthillœul, Bibliographie douaisienne, ou catalogue historique et raisonné des livres imprimés à Douai depuis l'année 1563 jusqu'à nos jours avec des notes bibliographiques et littéraires (Avec appendice par Emile Nève et nouvel appendice par Ch. de Chênedollé)
- Bulletin du bibliophile belge, fondé par le baron Frédéric de Reiffenberg ; publié par J.-M. Heberlé ; sous la direction de Ch. de Chênedollé [ensuite] publié par F. Heussner ; sous la direction de Aug. Scheler)
- co-auteur de la "Biographie générale des Belges morts ou vivants, G. Deroovers, Bruxelles, 1850